# Środa (nazwisko)
Środa – polskie nazwisko. Na początku lat 90. XX wieku w Polsce nosiły je 1606 osoby, według nowszych, internetowych danych noszą je 1845 osoby. Nazwisko pochodzi od słowa środa i jest najbardziej rozpowszechnione w południowo-centralnej Polsce.

## Znane osoby noszące to nazwisko
- Krzysztof Środa (ur. 1959) – polski pisarz, tłumacz i historyk filozofii;
- Magdalena Środa (ur. 1957) – polska etyk, filozof, publicystka i feministka;
- Włodzimierz Środa (1959–2017) – polski koszykarz i trener koszykówki.